# Percy Williams Bridgman
Percy Williams Bridgman (1882-1961) là nhà vật lý người Mỹ. Ông giành Giải Nobel Vật lý năm 1946 nhờ những nghiên cứu về vật lý áp suất cao và việc phát minh ra đụng cụ đo áp suất.